# Берзевичі
Берзевичі або Брезовицькі (словац. Berzeviczy, Brezovickí) — давній словацький шляхетський рід, члени якого відомі в Угорському королівстві з 13 століття. Засновником роду вважається Руткерус (Rutkerus) Берзевич з Великої Ломниці. Рід мав маєтки в Спиш та Шариш. Однім з гілок роду пізніше були надані баронський та графський титул. Походив від лицарів, серед  розгалужених нащадків роду є шляхтичі з Ториса, Камениці та з Брезовиці. Прізвище Берзевичі або Брезовицькі походить від латинізованої назви села Брезовиця біля Сабинового, також мали великий родовий маєток у Великій Ломниці.

## Історія
Першим представником роду Берзевичів, який оселився в Словаччині, був Руткерус Берзевич з Тіролю, який служив при дворі короля Андрія II, а його дружина була фрейліною дружини короля Гертруди Меранської. За свої заслуги Руткерус отримав маєток в околицях села Камениця на Шаріші та в околицях села Гунцовце та Велика Ломниця у Високих Татрах. Відома дарча від 1209 р. короля Андрія ІІ, що надавала Руткерусу із синами Германом і Рікольфом вони працювали в управлінні Спишським королівським маєтком, особливо в поселенні Замагурі. Рід утримував гарні посади при королівському дворі. За послуги та підтримку родина отримала великі маєтки в Спиші та Шариші. Під час панування королів з династії Анжу в Угорщині рід отримав маєток у Стражках. 
У XIV столітті рід Берзевичів (Бержевичів, Брезовицьких) розділився на гілки Спиш і Шариш. Його членами були видатні військові, економісти, професори та політики. У 1559 і 1560 роках рід отримав оновлений герб. На новому гербі була зображена королівська корона в основі зеленого трилисника, що простягається вправо в синьому полі, на якому коза торкається передніми ногами скелі. Герб іноді оточує дракона, оскільки Петро Берзевич був лицарем Ордена Дракона. Берзевичі були переважно католиками, хоча в середині XVII століття вони стали переважно євангелістами. Один із нащадків верховного капітана Верхньої Угорщини, Грегор Францішек Бержевічі отримав від імператору у 1755 році титул барона для себе та своїх нащадків, але ця гілка вимерла у 1834 році.